# Roman Šmucler
Roman Šmucler (* 8. července 1969 Praha) je český zubní lékař, stomatochirurg, specialista na laserovou a estetickou medicínu, vysokoškolský pedagog, podnikatel, moderátor a scenárista. Od září 2017 je prezidentem České stomatologické komory.

## Vzdělání a medicínská kariéra
Vyrůstal v Příbrami, kde absolvoval základní školu a gymnázium. V roce 1987 byl přijat na Fakultu všeobecného lékařství v Praze, obor stomatologie. Po absolutoriu v roce 1992 nastoupil na Stomatologickou kliniku 1. lékařské fakulty a Všeobecné fakultní nemocnice v Praze, kde pracuje dodnes (ve funkci vedoucího lékaře Centra fotonické medicíny je i vedoucím výuky v anglickém jazyce).
V roce 1995 složil I. a v roce 2002 II. atestaci ze stomatologie. Téhož roku obdržel vědeckou hodnost kandidáta věd (CSc.). Habilitoval se na 1. LF UK v Praze v oboru stomatologie habilitační prací Terapeutické využití laserů v orofaciální onkologii. Jmenován docentem byl 1. února 2010.
V roce 2015 byl jmenován docentem pro obor stomatologie a spolugarantem výuky stomatologie na Univerzitě Pavla Jozefa Šafárika v Košicích. Pracuje též na LF Plzeň, kde se zabývá výzkumem léčby onkologických onemocnění laserem. Spolupracuje s New York University, New York, College of Dentistry. Pracuje v Nemocnici Na Pleši.
V listopadu 2016 byl zvolen prezidentem České stomatologické komory, funkce se plně ujal 21. září 2017.
Na jaře 2020 byl jako jeden ze zástupců opozičních stran na základě nominace TOP09 členem Ústředního krizového štábu vlády České republiky při jeho první aktivaci v souvislosti s pandemií covidu-19.
V roce 2021 znovu zvolen prezidentem České stomatologické komory.

## Mediální kariéra
Publikovat začal systematicky v deseti letech v regionálním tisku. V roce 1986 obsadil druhé, v roce 1987 první a druhé místo v celostátní literární soutěži. Na jaře 1989 vyhrál spolu s Robertem Tamchynou a Martinem Ondráčkem konkurz do Mikrofóra, pořadu Českého rozhlasu. Patřil do týmu nové federální stanice E+M. V listopadu 1989 se podílel na revolučním vysílání, začal moderovat Mikrofórum a přispívat do pořadu Noční linka Mikrofóra.
Od roku 1991 moderoval pravidelně Studio Kontakt v České televizi a příležitostné programy – například Miss Československa (1992 a 1993). 4. února 1994 moderoval první přímý přenos TV Nova a dále pořady Uzel, Proč?, Tabu, 1 proti 100. Je autorem námětu pořadu Tabu, který se vysílal i v zahraničí. Vystupoval například v programech Zlatá mříž, Miss desetiletí, Silvestr atd. Z televize Nova odešel v roce 2005. V roce 2008 se stal na půl roku moderátorem pořadu Milionář na televizi Prima. V roce 2013 začal znovu moderovat Noční Mikrofórum na Dvojce Českého rozhlasu a natočil pořad Nejchytřejší Čech s Českou televizí, který byl v šesti dílech odvysílán v dubnu a květnu 2014. V roce 2016 byla odvysílána druhá řada soutěže Nejchytřejší Čech. V roce 2017 se jako odborný poradce podílel na pořadu České televize Tajemství těla.

## Politika
Dne 23. července 2009 se stal lídrem kandidátky politické strany TOP 09 v Karlovarském kraji pro neuskutečněné říjnové volby do Poslanecké sněmovny ČR. Z čela kandidátky v lednu 2010 odstoupil kvůli časové náročnosti. Vzhledem k funkci prezidenta České stomatologické komory, která je nestranická, opustil TOP 09 nezaplacením členského příspěvku v roce 2017. Jako nestraník byl v březnu roku 2020 stranou TOP 09 navržen do Ústředního krizového štábu vlády České republiky v souvislosti s pandemií covidu-19. Již na jaře 2020 se strana od jeho veřejných vyjádření distancovala.

### Postoj k pandemii covidu-19 a návazným opatřením
Šmucler byl během svého působení, ale i po rozpuštění krizového štábu k vážnosti onemocnění a jeho šíření spíše skeptický. V březnu 2020 pro Novinky.cz vyjádřil obavy z ekonomických dopadů v souvislosti s opatřeními, onemocnění vnímal jako těžší chřipku a vyjádřil naději, že teplejší počasí pomůže zbrzdit šíření infekce. V dubnu v rozhovoru pro Olomoucký deník prohlásil, že covid-19: „zasáhl a hlavně vyděsil populaci,“ zdůraznil taky vliv médií a vyřkl odhad, že zesnulých nebude na světě „asi ani promile“. Ve stejné době se za své vypočítávání hodnoty lidského života v penězích, v souvislosti s otázkou ekonomických dopadů, stal terčem kritiky Miroslava Kalouska a Markéty Pekarové-Adamové, tedy předních zástupců strany TOP 09, která Šmuclera do krizového štábu navrhla. Skeptičtější postoj udržel i přes léto a do počátku září. Označil tři možné cesty, jakými se situace v ČR bude vyvíjet, jednu z nich, tzv. promoření, považoval za dobrou, protože dle jeho názoru má smysl brzdit šíření až tehdy, kdy se přeplňují JIP. V Duelu Jaromíra Soukupa řekl, že průběh pandemie a opatření ve Švédsku byl rychlejší, zatímco skrze česká opatření se bude trvání šíření infekce jen prodlužovat, běžnou chřipku a covid-19 chápe jako obdobně nebezpečné.
Mnoho svých postojů veřejnosti zprostředkovává skrze osobní twitterový účet. Vysoké počty nakažených v USA v květnu 2020 přičetl vysoké míře testování. V srpnu 2020 srovnával riziko úmrtí na covid-19 s dalšími možnými příčinami úmrtí, vyjadřoval se i k (dle jeho názoru) časté falešné pozitivitě koronavirových testů. V září 2020 zhodnotil uzavření ekonomik kvůli covidu jako čistě negativní bez pozitivních efektů (tweet později smazal) a varoval také před „smrtí z vyděšení“ a apeloval na používání respirátorů u seniorů namísto u dětí ve školských zařízeních, protože dětem dle jeho názoru nemělo hrozit žádné riziko. Názory brazilského prezidenta Jaira Bolsonara, zlehčujícího virus, popsal Šmucler větou: „Tak má vypadat vůdce země uprostřed krize.“ Během diskuse v přímém přenosu na stanici CNN Prima News odmítl oponovat evolučnímu biologovi Jaroslavu Flegrovi. Krátce po zahájení diskuse Šmucler z vysílání odešel.
V létě 2021 byl za své dezinformační aktivity a postoje k pandemii covidu-19 oceněn vědeckým spolkem Český klub skeptiků Sisyfos a byl mu udělen titul GARDISTA (odborná elita) bludné pěchoty v mimořádné kategorii družstev bludných coviďáků.

### Postoj k válce na Ukrajině
V červenci 2024 se zastal Ruska s tvrzením, že určitě nespáchalo raketový útok na dětskou nemocnici v Kyjevě. Toto vyjádření vyvolalo masivní veřejnou kritiku, na kterou reagoval tím, že svůj účet na sociálních sítích nastavil jako soukromý.

## Rodina
Jeho manželkou byla Libuše Šmuclerová, generální ředitelka Ringier Česká republika, dříve výkonná ředitelka TV Nova. V roce 2012 se rozvedli. Společně mají dceru Justinu-Annu, narozenou v roce 2001.
Je podruhé ženatý, jeho manželkou je od 17. října 2015 Iva Šmuclerová, která pracuje v bankovnictví. Mají syna Karla Josefa (* 17. března 2016).